# Ionytch
Ionytch (en russe : Ионыч, Ionytch) est une nouvelle d’Anton Tchekhov parue en 1898.

## Historique
Ionytch est initialement publiée dans le complément littéraire mensuel de la revue russe Niva, numéro 9, de septembre 1898.

## Résumé
Le docteur Dmitri Ionytch Startsev vient de s’installer à côté de la ville de S…  Il est rapidement invité chez les Tourkine, les hôtes les plus exquis et distingués de cette ville de province. Madame lit une de ses œuvres, Mademoiselle joue fort bien du piano et Monsieur raconte des histoires drôles, bref une bonne soirée pour ce docteur plus habitué aux paysans malades.
Une année passe et Startsev, qui n’est jamais retourné chez les Tourkine, reçoit une lettre de Véra Tourkine : elle souffre de migraine et le prie de venir la soigner. Le docteur soulage la mère et tombe amoureux d’Ekatérina, la fille. Espiègle, celle-ci tergiverse, puis lui donne finalement un rendez-vous la nuit, dans le cimetière, et bien sûr, elle ne vient pas. Le lendemain, il la demande en mariage. Elle refuse, car elle veut devenir une artiste.
Quatre années plus tard, Startsev est devenu un notable, il a grossi, est toujours célibataire, misanthrope. Il revoit Ekatérina, mais la « petite flamme » ne s’allume plus. Elle, de son côté, a beaucoup pensé à lui lors de ces quatre années à Moscou, mais c’est trop tard, il ne veut pas réanimer la flamme.
Des années s'écoulent, Startsev a encore grossi, il amasse argent et propriétés. Ekatérina ne s’est pas mariée.

## Extraits
- Ekatérina : « Devenir une épouse, oh non, pardonnez-moi ! L’être humain doit aspirer au but le plus haut, le plus brillant, et la vie de famille m’enchaînerait à jamais. »
- Startsev en regardant Ekatérina jouer du piano : « J’ai rudement bien fait de ne pas l’épouser. »
- « Il vit en solitaire, il s’ennuie, rien ne l’intéresse. Depuis qu’il habite Dialij son amour pour Kotif a été son unique et probablement sa dernière joie. »

## Personnages
- Dmitri Ionytch Startsev, docteur
- Ivan Tourkine, le père
- Véra Tourkine, la mère
- Ekatérina Tourkine, dix huit ans, la fille, surnommé Kotik

## Adaptations
1966 : Dans la ville de S, un film de Iossif Kheifitz, avec Anatoli Papanov et Andreï Popov (Lenfilm)

## Édition française
- Ionytch, traduit par Édouard Parayre, révision de Lily Dennis, Bibliothèque de la Pléiade, éditions Gallimard, 1971  (ISBN 2 07 0106 28 4).